# Макс Пембертън
Сър Макс Пембертън (на английски: Max Pemberton) е британски журналист и плодовит писател, автор на произведения в жанровете приключенски и криминален роман, също и на биографии на известни личности.

## Биография и творчество
Макс Пембертън е роден на 19 юни 1863 г. в Падингтън, Лондон, Англия. Учи в гимназия „Мерчант Тейлър“ и в Гай Колидж в Кеймбридж.
След дипломирането си работи като журналист. В периода 1892-1894 г. е редактор на юношеското списание „Chums“. В периода 1986-1906 г. е главен редактор на списание „Cassell“, в което публикувани ранни творби на известни писатели.
През 1893 г. е публикуван най-известният му роман „The Iron Pirate“, който става бестселър. След него той напуска работата си в „Chums“ и се посвещава на писателската си кариера.
Пембертън основава през 1920 г. Лондонското училище по журналистика. Удостоен е с рицарско звание за заслуги към литературата и журналистиката през 1928 г.
Става известен в Лондон като денди и любител на клубовете, като особено се е гордеел със специално изработените си жилетки. Съпругата му Алис Тюсо е внучка на знаменитата Мадам Тюсо.
Макс Пембертън умира на 22 февруари 1950 г. в Лондон.

## Произведения
избрана библиография
- The Iron Pirate (1893)
- The Sea Wolves (1894)
- The Impregnable City (1895)
- The Little Huguenot: A Romance of Fountainebleau (1895)
- A Gentleman's Gentleman (1896)
- Christine of the Hills (1897)
- The Phantom Army (1898)
- A Woman of Kronstadt (1898)
- The Signors of the Night: The Story of Fra Giovanni (1899)
- Féo (1900)
- The Footsteps of a Throne... (1901)
- The Giant's Gate: A Story of a Great Adventure (1901)
- Pro Patriâ (1901)
- I Crown Thee King (1902)
- The Garden of Swords (1902)
- The House Under the Sea (1902)
- A Puritan's Wife (1902)
- Doctor Xavier (1903)
- The Gold Wolf (1903)
- Beatrice of Venice (1904)
Венецианката, изд. „Корал“ София (1994), прев. Я. Петров
- A Daughter of the States (1904)
- Jewel Mysteries from a Dealer's Note Book (1904)
- Red Morn (1904)
- Mid the Thick Arrows (1905)
- The Lady Evelyn (1906)
- My Sword for Lafayette (1906)
- Aladdin of London or, Lodestar (1907)
- The Amateur Motorist (1907)
- The Diamond Ship (1907)
- Love, the Harvester: A Story of the Shires (1908)
- Sir Richard Escombe (1908)
- Wheels of Anarchy, the Story of an Assassin (1908)
- The Adventures of Captain Jack (1909)
- The Mystery of the Green Heart (1910)
- The Show Girl (1910)
- White Walls (1910)
- Captain Black: A Romance of the Nameless Ship (1911)
- White Motley (1911)
- The Hundred days (1912)
- Swords Reluctant (1912)
- Two Women (1914)